# Cacatua ullblava
L cacatua ullblava (Cacatua ophthalmica) és una espècie d'ocell de la família dels cacatuids (Cacatuidae) endèmic dels boscos de Nova Bretanya a les illes Bismarck.